# Colin Arthur
Colin Hart Arthur (Gran Bretanya, 1943) és un cineasta britànic. especialista en efectes especials. Fou deixeble del maquillador Stuart Freeborn.

## Biografia
El 1960 va començar a estudiar escultura a la Guildford School of Art i després en la City and Guilds de Londres. En 1967, mentre treballava al museu de ceres Madame Tussauds a Londres va ser convidat per Stanley Kubrick per elaborar les màscares dels simis a 2001: una odissea de l'espai. Durant la dècada del 1970 va treballar amb Ray Harryhausen i col·laborà a les pel·lícules Casino Royale, The Battle of Britain, Ryan's Daughter, Sinbad's Golden Voyage, On her Majesty's Secret Service, The Music Lovers, Sinbad and the Eye of the Tiger, Zardoz i Barry Lyndon. El 1984 esdevingué popular per la seva caracterització dels personatges de The NeverEnding Story (1984) de Wolfgang Petersen. El 1990 va establir el seu taller a Espanya i va obtenir el Goya als millors efectes especials pel seu treball a La grieta de Joan Piquer i Simón. Des d'aleshores ha treballat amb Juanma Bajo Ulloa i Alejandro Amenábar i dirigeix l'empresa Dream Factory Spain. El 2017 va rebre el Premi Honorífic del Festival Isla Calavera.

## Filmografia
- 2001: una odissea de l'espai (1968)
- La creu de ferro (1977)
- Alba zulú (1979)
- Conan el bàrbar (1982)
- The NeverEnding Story (1984)
- La grieta (1990)
- Las edades de Lulú (1990)
- Alas de mariposa (1991)
- Abre los ojos (1997)
- Sexy Beast (2000)
- Hable con ella (2002)